# 真壮毛粒蟹
真壮毛粒蟹（学名：Pilumnopeus eucratoides）为扇蟹科毛粒蟹属的动物。在中国大陆，分布于广东、福建等地，生活环境为海水，常栖息于沿岸带浅水中。